# Крихан, Антон

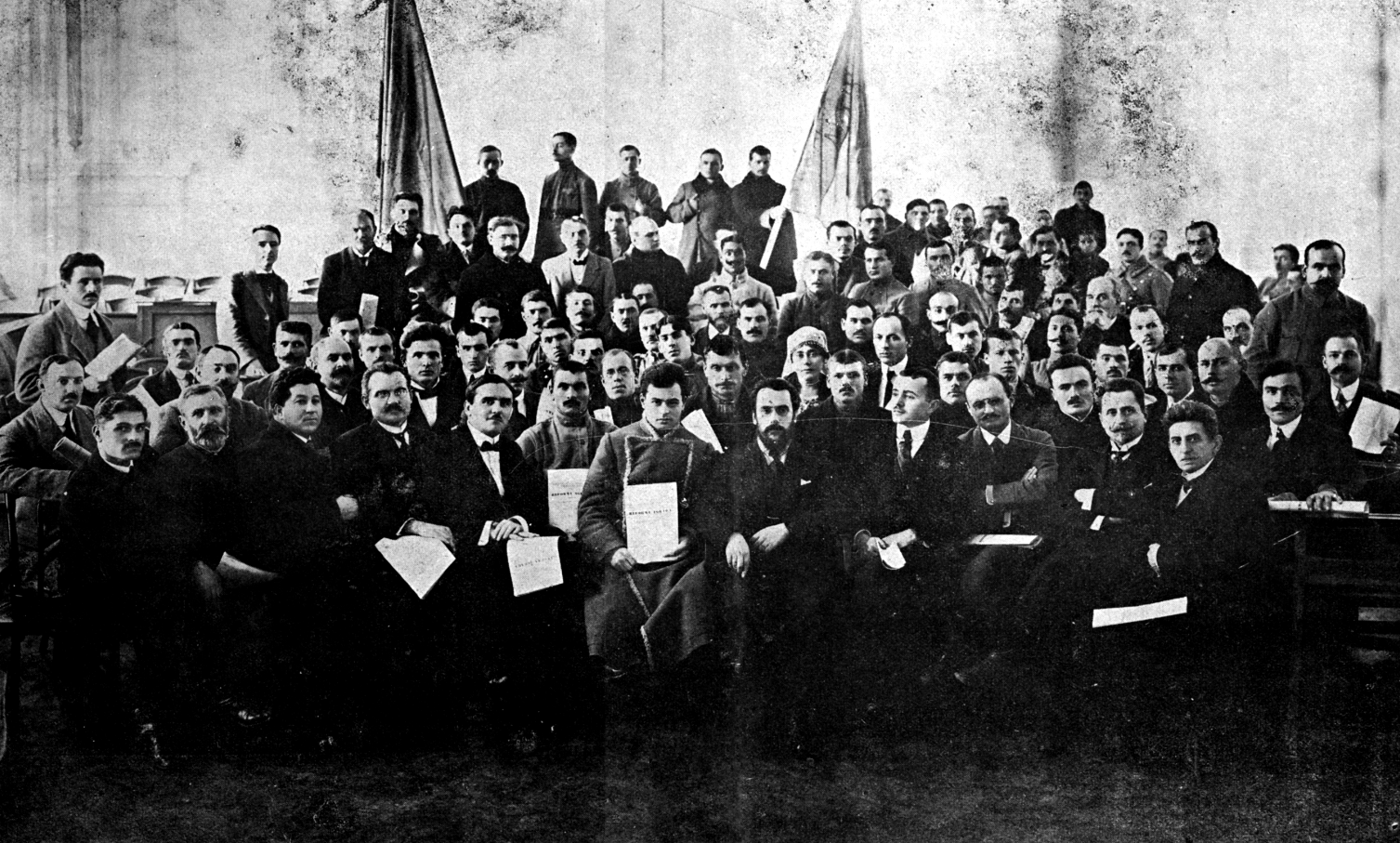
Члены Сфатул Цэрий.

Антон Крихан (рум. Anton Crihan; 10 июля 1893, Сынжерей, Бессарабия, Российская империя — 9 января 1993, Сент-Луис, штат Миссури, США) — бессарабский политический и общественный деятель, экономист, публицист, создатель Молдавских когорт.

## Биография
Родился в Сынжерее Белецкого уезда.
По мужской линии Антон Крихан происходил из древнего боярского рода Крихан, первое упоминание о котором относится ко времени правления Стефана Великого (1457—1504). Согласно подтвердительной грамоте господаря Константина Могилы, предки Антона Крихана имели боярский титул «виночерпий».
Находясь в Бельцах, Крихан познакомился с местным судьей Йоном Пеливаном, который считался румынофилом и лидером местных румын. Пеливан пригласил его в гости, о чём Антон Крихан вспоминал: «Я был чрезвычайно впечатлен тем, что услышал тогда от него о румынах и Румынии». В то время Антон Крихан читал газету «Cuvînt Moldovenesc», на страницах которой познакомился со стихами Пантелеймона Халиппы. Так мало-помалу он знакомился с национальными идеями того времени.
В 1914 году Крихан выпустился из лицея для юношей и поступил на экономический факультет Новороссийского университета. С самого начала учёбы он занялся политической деятельностью и просил студентов вступать в студенческую организацию бессарабцев.
Его основной должностью была цензура румынского языка для писем и газет, особенно тех, которые приходили из Румынии. В доме Эмануила Кателли начал собираться студенческий комитет.
Антон Крихан был вынужден прервать учёбу, чтобы принять участие в Первой мировой войне. Имея звание офицера русской армии, он отправился в командрование в Бырладе, где познакомился с румынским обществом по другую сторону Прута.
В 1917 году Крихан вернулся в Одессу чтобы сдать экзамены и окончил университет.
Затем Крихан переехал в Яссы, и будучи ещё офицером русской армии, он вместе с капитаном Эмануилом Кателли с согласия белого генерала Д. Г. Щербачёва организовал Молдавские когорты — вооружённые формирования бессарабских войск, реорганизованные в Одессе под молдавским командованием во время беспорядочного отступления русских дивизий с румынского фронта для защиты местного гражданского населения от преступников, выпущенных из тюрем Керенским. Когорты получили своё название по аналогии с подразделениями древнеримской армии. Антон Крихан был одним из создателей устава когорт, а затем возглавил их.
В 1919 году Крихан вместе с П. Халиппой, И. Бузгуданом, Г. Буруянэ, В. Быркэ, Т. Ионку, В. Мындреску, М. Минчунэ и Н. Суручану вошёл в руководящий комитет кредитного союза, созданного для оказания помощи бессарабским крестьянам в связи с земельной реформой.
Избирался депутатом румынского парламента пять раз (в 1919, 1920, 1922, 1932 и 1937 годах), был министром без портфеля в правительстве Румынии.
В 1924 году Крихан был в составе румынской делегации на румынско-советской конференции в Вене.
Активно участвовал в политической жизни румынского королевства. Придерживался консервативных, националистических и антикоммунистических взглядов. Был сторонником конституционной монархии и входил в руководство Национальной крестьянской партии.
В 1924 году окончил юридический факультет в Бухаресте.
В 1925 году в честь Крихана было названо село в районе Орхей.
В 1934 году Крихан получил в Сорбонне докторскую степень в области политических и экономических наук. В период с 1934 по 1945 годы преподавал в Ясском политехническом институте.
После окончания войны Крихан ушёл в подполье, а в 1948 году пешком пересёк границу с Югославией и эмигрировал во Францию. Некоторое время преподавал историю и литературу в Сорбонне.
23 августа 1946 года общее собрание крестьян села Крихана приняло решение о переименовании села в новое название «Новоселовка». 25 сентября 1946 года Киперченский Райисполком Оргеевского уезда МССР утвердил решение общего собрания и направил соответствующие документы Оргеевскому Уездисполкому. Аналогичные решения были приняты в отношении сёл, названных в честь Иона Инкульца и Иона Пеливана. Село Инкулец было переименовано в Устье, а село Пеливан — в Новый Миток. Впоследствии, всем сёлам были возвращены изначальные названия.
В 1951 году Крихан уехал в США, где читал лекции и писал статьи и книги, отстаивая воссоединение Молдавии и Румынии. По просьбе короля Румынии Михая Антона Крихана назначили членом Румынского национального комитета в изгнании.
В эмиграции Крихан женился на Оливии Луле, племяннице Петру Грозы.
После обретения Молдовой независимости Антон Крихан пожертвовал республике миллион долларов.
Умер в Сент-Луисе в 1993 году от рака, находясь в преклонном возрасте и будучи последним живым членом Сфатул Цэрий. Согласно его последней воле, был похоронен на родине рядом с могилой матери на Центральном кладбище в Кишинёве.

## Политическая деятельность
Антон Крихан возглавлял партию молдавских социалистов-революционеров, отстаивавшую идею создания Молдавской Демократической Республики в составе России и учреждения в Кишиневе Центрального областого Совета.
В 1917 году Крихан стал членом Бюро по выборам и организации Сфатул Цэрий, а затем вошёл в его состав по списку Национальной молдавской партии.
Будучи членом Сфатул Цэрий, возглавлял аграрный комитет, а после провозглашения Молдавской Демократической Республики голосовал за её вхождение в состав Румынии.
Крихан с большой гордостью вспоминал об истинной демократии во время голосования по Акту Союза:

Я много раз избирался в правительство Румынии и знаю демократию США, но я никогда не знал большей демократии, чем в момент принятия Сфатул Цэрий решения о Союзе в марте 1918 года.

Помимо аграрного комитета, Крихан руководил учреждением «Casa Noastră» («Наш дом»), занимавшееся разработкой земельной реформы.
После вхождения Бессарабии в состав Румынского королевства, Крихан вместе с Халиппой и другими вступил в Бессарабскую крестьянскую партию (Молдавскую национал-демократическую партию) и стал её вице-президентом.
В 1922 году в Бессарабской крестьянской партии произошёл раскол. Инкулец, заняв пост министра по Бессарабии, создал новый комитет вместе с Пынтей и Быркой. Пеливан и Крихан придерживались более радикальной позиции и обвинили Инкульца в саботаже. В результате, группа Инкульца примкнула к Национальной либеральной партией. Бессарабская крестьянская партия просуществовала во главе с Пеливаном ещё год, после чего вошла в Румынскую национальную партию.
В 1926 году, несмотря на серьёзные идеологические разногласия, Румынская национальная партия объединилась с Крестьянской партией в Национальную крестьянскую партию. Антон Крихан вошёл в её руководство. Лидером новой партии стал Юлиу Маниу.
25 ноября 1937 года Национальная крестьянская партия, Национальная либеральная партия и Железная гвардия заключили предвыборный союз. Маниу считал этот союз платформой против установления режима королевской диктатуры. Ни одна из трёх партий не победила на выборах, что позволило Каролю II назначить премьер-министром Октавиана Гогу. 10 февраля 1938 года был установлен и закреплён в новой Конституции режим королевской диктатуры. Октавиан Гога был отправлен в отставку. Это означало конец для непосредственного участия большей части румынских политиков и партий в жизни страны.

## Избранные труды
- Capitalul străin în Rusia (1915)
- Chestiunea agrară în Basarabia (1917)
- Cum s’a facut unirea Basarabiei cu România (1969)
- O scrisoare catre Generalul C. Petre-Lazar (1976)
- Romanian Rights to Bessarabia According to Certain Russian Sources (1986)

## Награды
Награды Российской империи:
- Орден Святого Георгия (III степени)
- Орден Святой Анны (III и IV степени)
- Орден Святого Станислава (II и III степени)

Награды Румынии:
- Орден Звезды Румынии (офицер)
- Орден Фердинанда I (офицер)

## Память

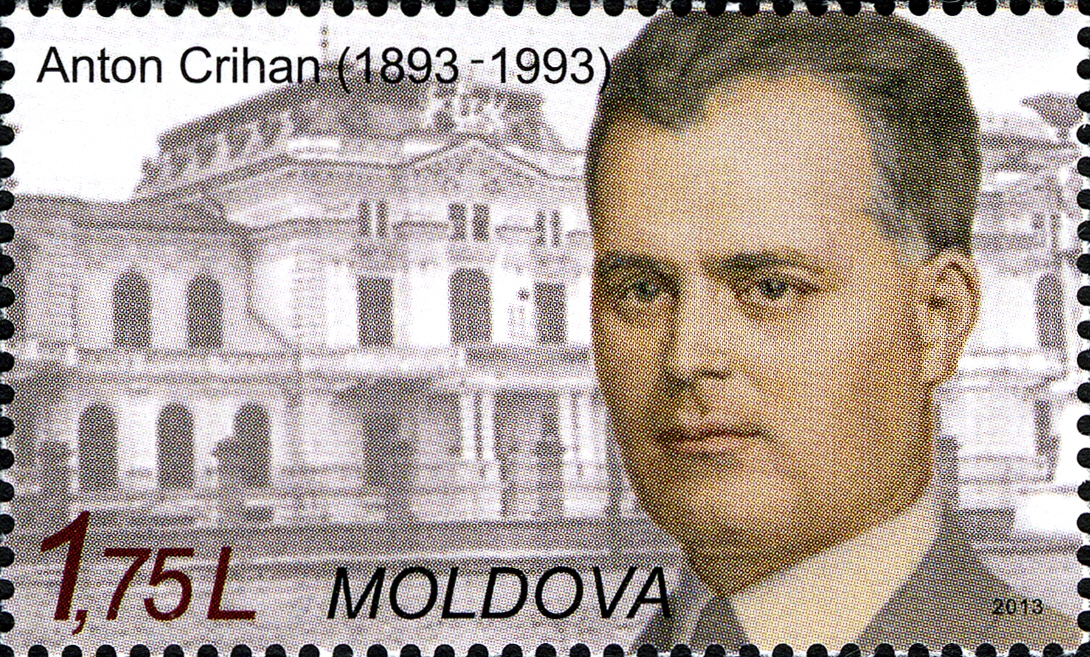
Марка Молдовы, посвященная Антону Крихану. 2013 год

- В честь Антона Крихана в 1925 году было названо село Крихана. В советское время оно было переименовано в Новосёловку[6]. В 1999 году селу было возвращено историческое название. Коммуна, в которую входит село, также получила название Крихана.
- В 2007 г. журналист Виталий Чобану[англ.] написал книгу об Антоне Крихане.
- В 2013 г. почта Молдовы выпустила марку, посвященную Антону Крихану.
- Именем последнего депутата парламента Молдавской демократической республики Антона Крихана названы улицы в Яссах, Кишинёве, Унгенах, Сороках и Сынжерей.
- В 2018 г. в честь Антона Крихана была названа публичная библиотека в коммуне Паркова. Также в Паркова Антону Крихану была установлена мемориальная доска.

В честь Крихана названы образовательные учреждения:
- Гимназия № 4 «Антон Крихан» в городе Сынжерей;
- Средняя школа № 2 «Антон Крихан» в городе Сынджера.